# Somebody To Love
「Somebody To Love」（サムバディ トゥ ラヴ）は、東方神起の楽曲である。2005年7月13日にrhythm zoneより日本での2枚目のシングルとして発売。

## 概要
前作『Stay With Me Tonight』から約3か月ぶりのシングル。前作同様、松尾潔がプロデュースを担当した。
日本と韓国での同時リリースで、日本では[CD]のみと[CD+DVD]の2形態、韓国ではボーナス・トラックとして「Somebody To Love (アカペラver.)」を収録したCDの1形態でのリリース。
2005年7月13日付のオリコンデイリーシングルランキングで初登場7位を獲得し、オリコン週間シングルランキングで14位を獲得した。

## 発売形態

### CD+DVD
- 品番: RZCD - 45232/B
- DVDにビデオ・クリップとインタビュー映像を収録。

### CD
- 品番: RZCD - 45233
- 「Somebody To Love (アカペラver.)」を追加収録。

## 収録曲

### CD
| #         | タイトル                           | 作詞              | 作曲      | 編曲      | 時間  |
| --------- | ---------------------------------- | ----------------- | --------- | --------- | ----- |
| 1.        | 「Somebody To Love」               | 澤本嘉光 小山内舞 | 羽岡佳    | 今井大介  | 4:50  |
| 2.        | 「言葉はいらない」                 | 立田野純          | 和田昌哉  | 和田昌哉  | 4:35  |
| 3.        | 「Somebody To Love」(アカペラver.) | 澤本嘉光 小山内舞 | 羽岡佳    | 今井大介  | 2:10  |
| 4.        | 「Somebody To Love」(Less Vocal)   |                   |           |           | 4:50  |
| 5.        | 「言葉はいらない」(Less Vocal)     |                   |           |           | 4:35  |
| 合計時間: | 合計時間:                          | 合計時間:         | 合計時間: | 合計時間: | 21:00 |

### CD+DVD
| #         | タイトル                         | 作詞              | 作曲      | 編曲      | 時間  |
| --------- | -------------------------------- | ----------------- | --------- | --------- | ----- |
| 1.        | 「Somebody To Love」             | 澤本嘉光 小山内舞 | 羽岡佳    | 今井大介  | 4:50  |
| 2.        | 「言葉はいらない」               | 立田野純          | 和田昌哉  | 和田昌哉  | 4:35  |
| 3.        | 「Somebody To Love」(Less Vocal) |                   |           |           | 4:50  |
| 4.        | 「言葉はいらない」(Less Vocal)   |                   |           |           | 4:35  |
| 合計時間: | 合計時間:                        | 合計時間:         | 合計時間: | 合計時間: | 18:50 |

| #  | タイトル                         | 作詞 | 作曲・編曲 | 監督   |
| -- | -------------------------------- | ---- | ---------- | ------ |
| 1. | 「Somebody To Love」(Video Clip) |      |            | 末田健 |
| 2. | 「Interview」                    |      |            |        |

## 曲の解説
1. Somebody To Love
テレビ東京系『やりすぎコージー』エンディングテーマ
本作のレコーディングについて、ジェジュンは「なかなかうまく発音が出来なくて、何時間もかけて同じ箇所を歌い続けたり、自分で納得いかない部分をやり直した。」、チャンミンは「難しい部分は前作同様にスタッフに教えてもらったけど、かなり自分たちで理解できるようになった。いつか大切な人と出逢って、素敵な恋がしたいと願う主人公の切ない思いが描かれた歌詞とどこか切なく感じるメロディとマッチしていたから、主人公の感情になりきって歌うことが出来た。」と語っている[4]。
ミュージック・ビデオの撮影は、朝の9時から深夜にかけて行われ、ダンスシーンは6時間かけて行われた[5]。
2011年に発売された5thアルバム『TONE』に、ユンホとチャンミンと2人で歌い直された音源が「Somebody To Love -2011 Version-」というタイトルで収録されている[6]。
デビュー10周年を記念したスペシャル・ツアー『TVXQ! SPECIAL LIVE TOUR “T1ST0RY”』では、韓国語バージョンが披露された[7]。
2. 言葉はいらない
ストレートなラブソング。リード・ボーカルはジェジュンとユチョン[8]。
コーラスで園田凌士が参加している。
3. Somebody To Love (アカペラver.)
表題曲のア・カペラバージョン。ユンホによるラップが入っているが、リリックはユチョンによって考案された[4]。

## 収録アルバム
Somebody To Love
- Heart, Mind and Soul
- TVXQ non-stop mix Vol.1
- BEST SELECTION 2010
- COMPLETE -SINGLE A-SIDE COLLECTION-
- TONE（#1、-2011 Version-）

言葉はいらない
- Heart, Mind and Soul
- SINGLE B-SIDE COLLECTION

Somebody To Love (アカペラver.)
- Heart, Mind and Soul（[CD]初回限定盤ボーナストラック）